# جامعة أديس أبابا
جامعة أديس أبابا (سابقاً جامعة هايله سيلاسي الأول)، هي جامعة في إثيوپيا. يوجد بالجامعة 7 حرم جامعي؛ 6 في أديس أبابا و1 في دربه زيت، على بعد 45 كم من أديس أبابا. وللجامعة فروع في الكثير من المدن الإثيوپية، وسميت لذلك بأنها «أكبر جامعة في أفريقيا». تختار الحكومة الطلبة المتفوقين من المدارس الثانوية للالتحاق بالجامعة. تضم الجامعة معهد الدراسات الإثيوپية، وأسسه ريتشارد بانخورست. وهي العضو الوحيد الغير أمريكي في صندوق نگرو كولجد المتحد.

## التاريخ
تأسست جامعة أديس أبابا عام 1950، بطلب من الإمبراطور هيلا سيلاسي، وأسسها د. لوسيان مات الكندي من الجزويت، وكانت كلية تتيح الدراسة لعامين، وأفتتحت في العام التالي. بعد عامين أصبحت على شراكة مع جامعة لندن. وكان الكاتب والمنظر ريتشارد كمينگز، عضو في كلية القانون بالجامعة في الستينيات.
في 4 مارس 1975، أمر درگ باغلاق الجامعة، وأرسل طلبتها البالغ عددهم في ذلك الوقت 50.000 طالب، للمساعدة في تدعيم النظام الجديد في الريف. وبالمصادفة، كانت تضم جماعة سابقة من طلبة الكلية في محافظة تيغراي الذين قاموا بتأسيس جبهة تحرير الشعب التيغرية ، لمقاومة حكومة درگ، وفيما بعد انضم اليهم عدد من الجماعات الأخرى، لتأسيس جبهة الديمقراطية الثورية للشعب الاثيوپي.
بدأت الجماعة في توفير برامج الماجستير عام 1979، والدكتوراة عام 1987.
في 2009/2010، كان بالجامعة 20.701 طالب تحت التخرج، و7.127 طالب دراسات عليا، و14.669 طالب منتظم، بإجمالي 42.497 طالب.

## مشاهير الخريجين
- يوهانس هايله سلاسي، عالم حفريات
- زرسنناي ألمسگد، عالم حفريات
- بيرتوكان ميدكسا، قاضية وأول امرأة تتقلد منصب سياسي في إثيوپيا
- برهان أسفاو، عالم حفريقات، واشترك في اكتشاف نشأة جنس الهومو
- ميخائيل تسگايه، فنان ومصور
- هايله مريم ديساليغنه، نائب رئيس الوزراء ووزير الخارجية .
- ملس زيناوي رئيس أثيوبيا (1991 – 1995) ، رئيس وزراء إثيوبيا.

## وصلات خارجية
- الموقع الرسمي لجامعة أديس أبابا
- معهد الدراسات الإثيوپي والمتحف العرقي نسخة محفوظة 25 يناير 2021 على موقع واي باك مشين.
- معلومات الاتصال بجامعة أديس أبابا و28 مؤسسة تعليمية إثيوپية من قاعدة بيانات التعليم العالي في أفريقيا